# Noir Eden
Albums de Peter Peter
Une version améliorée de la tristesse
(2012)
Singles
1. Noir Eden
Sortie : 29 juin 2016
2. Bien Réel
Sortie : 4 novembre 2016
3. Loving Game
Sortie : 25 novembre 2016

Noir Eden est le troisième album de Peter Peter, sorti le 3 février 2017.
Le premier single Noir éden est sorti le 29 juin 2016 au Canada et le 1er juillet en France. Il s'ensuit, le 4 novembre 2016, la sortie d'un second extrait Bien Réel dans un format adapté aux radios dans un premier temps puis dans sa version originale. Enfin, le troisième single prénommé Loving Game est diffusé le 25 novembre de la même année.

## Liste des titres
| No  | Titre                  | Durée      |
| --- | ---------------------- | ---------- |
| 1.  | Bien Réel              | 6 min 19 s |
| 2.  | Damien                 | 3 min 12 s |
| 3.  | Fantôme de la nuit     | 32 s       |
| 4.  | Nosferatu              | 3 min 21 s |
| 5.  | Loving Game            | 3 min 03 s |
| 6.  | Vénus                  | 4 min 37 s |
| 7.  | Noir éden              | 5 min 21 s |
| 8.  | Allégresse             | 3 min 16 s |
| 9.  | Little Shangri-La      | 3 min 09 s |
| 10. | No man's Land          | 3 min 37 s |
| 11. | Orchidée               | 4 min 00 s |
| 12. | Pâle Cristal Bleu      | 4 min 40 s |
| 13. | Bien Réel (radio edit) | 3 min 25 s |

## Clips
| Titre     | Réalisateur       | Date de sortie    |
| --------- | ----------------- | ----------------- |
| Noir éden | John Londono      | 15 septembre 2016 |
| Bien Réel | Bertrand Touchard | 17 novembre 2016  |